# Ofen (Felsen)
Ofen (auch Steinofen oder Felsofen) ist ein Flurname, der auffallend geformte Felsen in den Alpen bezeichnet. Die Bezeichnung kommt im Süden des deutschen Sprachraums für sich allein oder in Zusammensetzung mit anderen Namen von Örtlichkeiten vor (Toponym).

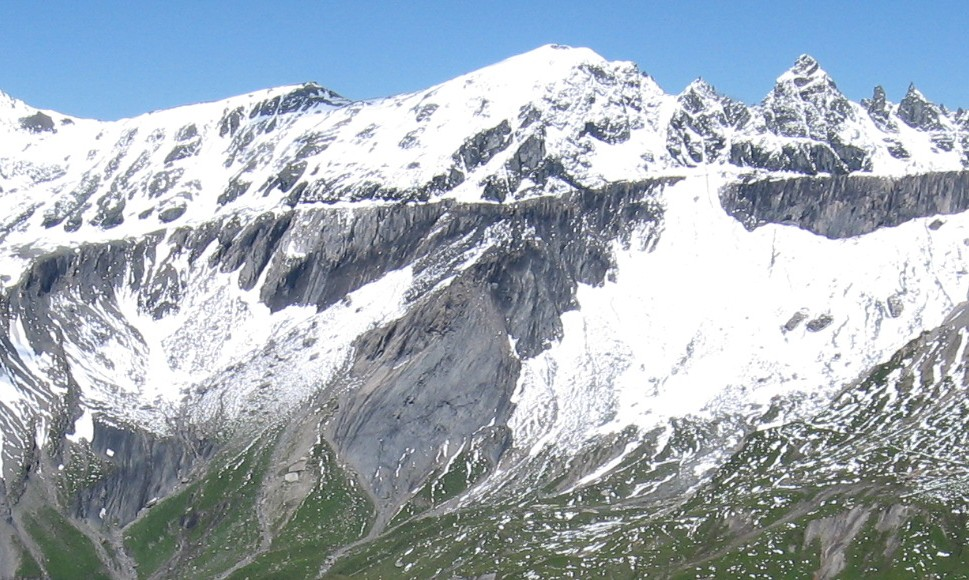
Gipfel: Der Berg Ofen in der Schweiz

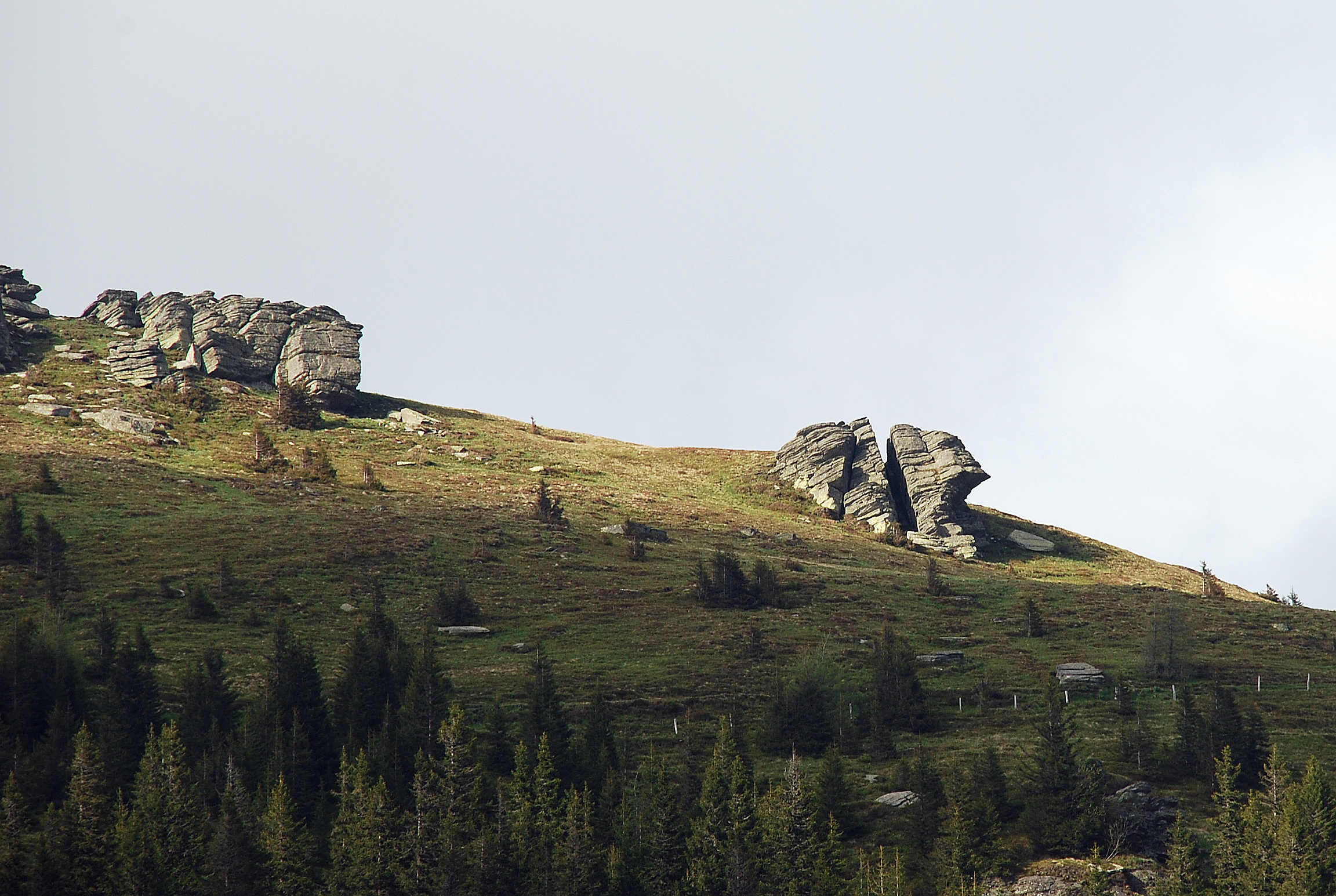
Felsen: Öfen auf der Handalm an der Weinebene

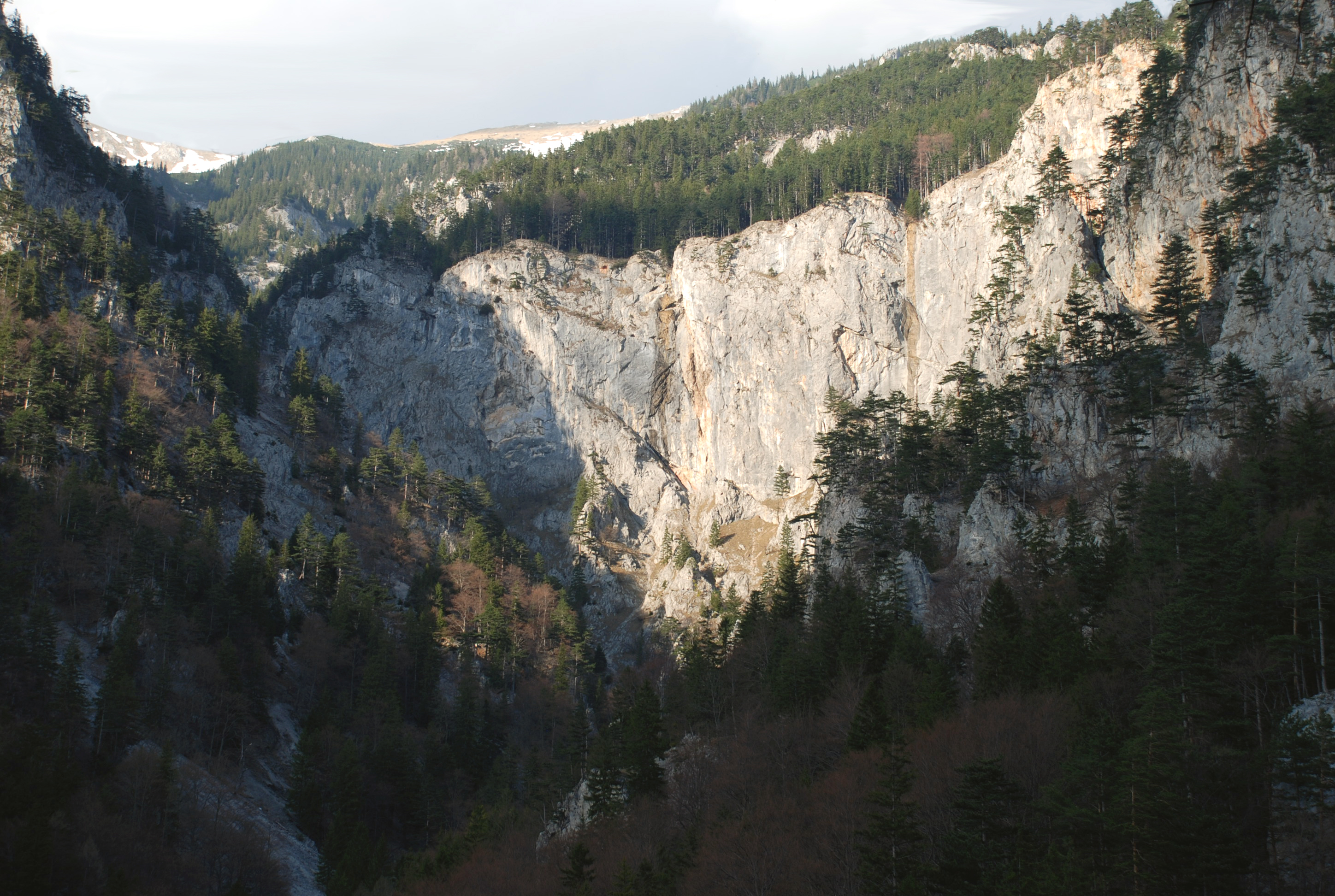
Felswände: Der Wasserofen, ein Kar am Schneeberg

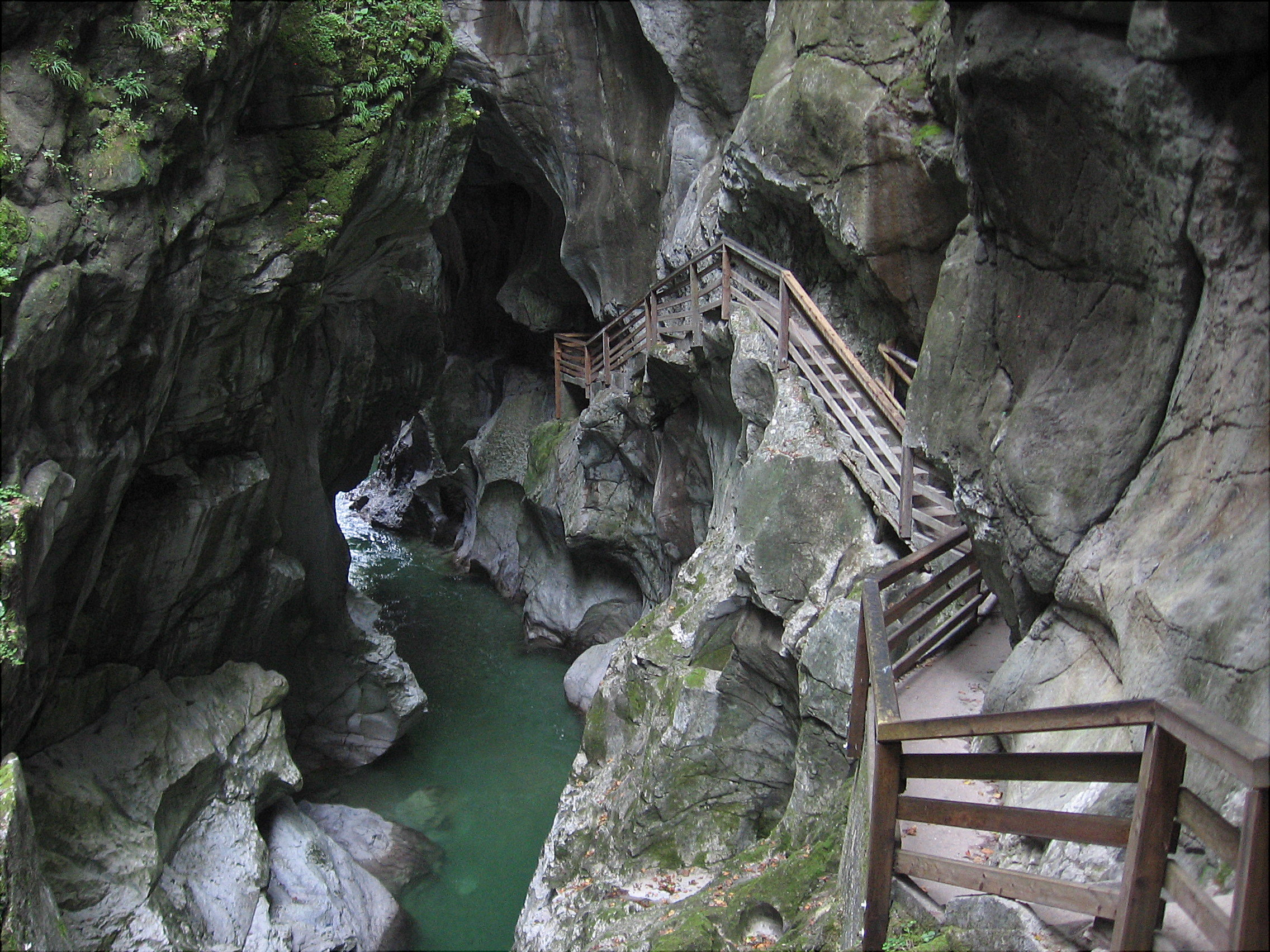
Schluchten: Die Lammeröfen bilden eine Klamm an der Lammer

## Wort und Wortdeutungen
Das Wort Ofen als Begriff für Felsformen ist in der Literatur unterschiedlich erläutert, Hinweise auf eine Herkunft aus dem Keltischen, dem Slawischen oder dem Gemeingermanischen sind publiziert.
Nach dem Deutschen Wörterbuch (DWB) mit Stand 1889 ist Ofen (unabhängig von seiner Bedeutung im Einzelfall) „gemeingermanisch“, seine Wurzeln reichen bis in das Sanskrit. Diese Herkunft wird mit Belegen bis ins Indogermanische oder Altindische auch 2007 vom Herkunftswörterbuch des Duden (Etymologieduden) vertreten. Im Kluge wird (ebenfalls ohne Bezug auf die hier behandelte Bedeutung) vermutet, dass es sich bei Ofen um ein Lehnwort aus einer unbekannten Sprache handelt. In einer anderen Quelle wird das Wort (in seiner hier vorliegenden Bedeutung) auf das Keltische zurückgeführt: Ofen wird von keltisch offerende, opfern, abgeleitet, das mit Wörtern in mehreren keltischen Sprachen wie Kornisch, Altirisch, Kymrisch oder Bretonisch verwandt ist und auch in das Lateinische übernommen wurde (offerre).
Das Wort hat nach dem DWB in der bairisch-österreichischen Gebirgsmundart neben den allgemeinen Bedeutungen für Feuerstelle, Backofen, Ofenbau, Herd etc. die übertragene Bedeutung Felsenhöhle, durchklüftetes Felsstück. Die Mehrzahl die Öfen steht für „wild durcheinander liegende Felstrümmer (Blockhalde)“.
Im Mittelhochdeutschen Taschenwörterbuch von Matthias Lexer wird oven mit der Bedeutung „Felsenhöhle, Fels“ erwähnt. Unter Berufung auf ältere Literatur wird das Wort von diesem Autor mit „gotisch auhns und griechisch ἰπνός, das mit Sanskrit açna, neuhochdeutsch Stein verbunden“ erläutert.
Das Österreichische Wörterbuch umschreibt den Begriff mit „zerklüfteter Fels, Höhle“‘, „in Eigennamen zB Salzachöfen“. (1.1.1)
Im Steirischen Wortschatz wird das Wort Ofen beschrieben mit „Glattwand im Hochgebirge, Felswand“ Nische in Felswänden, „in der bei schlechtem Wetter Gämsen Unterstand suchen“‘ oder „vereinzelt stehender großer Felsen im Hochgebirge“.
Das Weststeirische Wörterbuch erwähnt „Ofen als ungefügter Felsbrocken mitten in Wiesen, auf der Alm, im Wald“ (etwa: Felsturm, Felssporn). Es nennt eine häufige Verbindung mit Sagen und dazu „Großofen (1.2.1), Bärofen (1.2.2), Teufelstein usw.“ Entsprechend etwa der Schrattelofen (2.5.1) zu Schrat Waldgeist, Kobold. Das Wort Steinofen ist im Weststeirischen Wörterbuch unter dem Lemma „Štõυ(n)oufen“ mit einem Hinweis auf den Steirischen Wortschatz dokumentiert; darin wird es mit ‚zerschründete Felswand mit Höhlen‘ beschrieben.
Erklärungen der Wortverwendung, welche die Öfen im Koralmgebiet (1.3) im Auge haben, sind dahin publiziert, dass sich der Name von steingemauerten (Back-)Öfen ableitet, die in Bauernhöfen wegen Feuersgefahr getrennt von den anderen Gebäuden aufgestellt waren, oder dahin, dass die Felsen im Almgebiet wind- und regensichere Stellen anboten, an denen Lagerfeuer angezündet werden konnten. Eine weitere Erklärung, die von den Felswänden des Spitzelofens (2.3.2) ausgeht, erwähnt, dass als Ofen südseitig gelegene Felshänge bezeichnet wurden (bei Eberhard Kranzmayer: „sonnseitige Felswände“), die von der Sonnenhitze „ähnlich wie Stubenöfen“ erwärmt werden. Eine weitere Deutung am Beispiel des Sapotnigofens enthält einen Hinweis darauf, dass diese Bezeichnung aus slowenisch-mundartlich Zapotnîkova Peč entstanden ist. Heinz Dieter Pohl macht in diesem Zusammenhang in seiner Publikation zu Bergnamen darauf aufmerksam, dass „… im Slawischen Ofen und Fels semantisch zusammenhängen: urslawisch pekti- Ofen, Fels, Höhle, slowenisch peč ‚Ofen, Fels‘, peča  ‚Felshöhle, Grotte‘ (s. Petzen) …“, als deutsches Wort Pötsche, und schlägt eine Ableitung aus der Grundbedeutung Fels(-enhöhle) vor (vergl. dazu den Berg Ofen/Peč (2.4.1)). Auch im Gellértberg in Budapest befindet sich eine Höhle, aber nicht nur dort, sondern die rechte Donauseite ist in den Budaer Bergen voller Höhlen, von denen der Name Pest und die deutsche Übersetzung Ofen stammt, die auch heute für die rechte Seite (Buda) (1.4.2) benutzt wird. Die Bezeichnung Pest wechselte jedoch die Seiten und bezeichnet heute die linke Hälfte der Stadt.
Allen Formen von Öfen ist nach ihm als gemeinsames Merkmal (Tertium Comparationis) eine Hohlform eigen: bei Felswänden sind dies Überhänge, bei Karen die abschließenden Felswände, bei Höhlen deren Decken. Danach kann der Begriff von den gemauerten Öfen (deren runder Form) abgeleitet werden.
Ob eine Bezeichnung tatsächlich das Wort Ofen in der Bedeutung eines Naturgebildes enthält oder ob sie speziell auf technische Verhüttung – wie Glasofen, Hochofen, Kalkofen, Ziegelofen oder Backofen – zurückzuführen ist, kann nur im Einzelfall aufgrund der örtlichen Situation und ihrer historischen Entwicklung bestimmt werden (Realprobe). (1.4.1) Beispielsweise wird die Bezeichnung des Ofenpasses (1.5.1) in Graubünden nicht auf Felsformen, sondern nachweislich auf Erzverarbeitung in Schmelzöfen zurückgeführt. Dasselbe gilt für Danöfen (1.5.2) im Vorarlberger Klostertal (Eisenverhüttung, ‚bei den Öfen‘).
Definitiv nicht zum Wortfeld gehören etwa Welschnofen, Südtirol (aus ital. nova) und natürlich alle Ortsnamen auf -hofen/-höfen (Haus, Hof). Im Raum Tirol und Umgebung tritt das – nur inhaltlich – verwandte Wort Schrofen steiler, steiniger Abhang (zu schroff) hinzu.

## Verbreitung und historischer Kontext

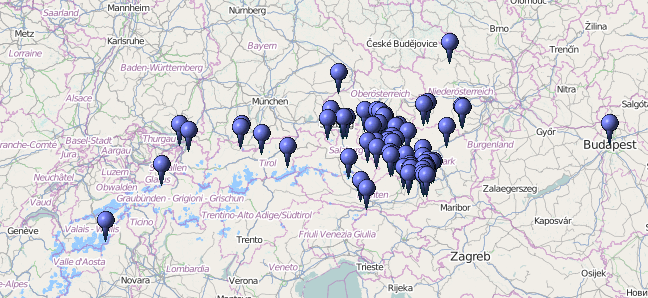
Verbreitung der gesicherten und möglichen Toponymika für Felsformationen auf «Ofen» (Auswahl Stand 2014)

Verbreitet ist das Wort insbesondere in dem Raum der Ostalpen, der sich quer über das Gebirge von Salzburg bis Unterkärnten und die Südweststeiermark erstreckt.
Dieser Raum bildet von Alters her eine wichtige transalpine Achse und gilt als eine Gegend, in der sich sowohl die römische Landnahme des Keltischen in der Spätantike wie auch die Baiuwarische Landnahme des Slawischen im ausgehende Frühmittelalter weitgehend friedlich und auf Basis von Kohabitation und Assimilation vollzogen haben, da sich aller Orten Siedlungskontinuität auch im Namensgut feststellen lässt. Erstere Siedlungsphase betrifft aber so gut wie den gesamten Alpenraum, zweitere ganz Ostösterreich, sodass sich eine direkte Erklärung für genau dieses Gebiet nicht schlüssig daraus ergibt. Jedoch ist die baiuwarische Landnahme im Tirolischen viel früher abgeschlossen (7. Jahrhundert) und westlich der Salzach traten die Baiern primär mit Romanen (beziehungsweise romanisierter Bevölkerung, die nach Abzug der Römer im 5. Jahrhundert verblieben war) in Kontakt, was einen Zusammenhang – zumindest eine Stützung – mit slowenisch peč plausibler macht.
Die Ableitung aus dem Keltischen kann bedeuten, dass es sich zumindest bei manchen Öfen um alte Opferplätze handelt, die von nachfolgenden Kulturen weitergenutzt wurden.
Westlich – im Salzburgischen und Umgebung – schließt, weitgehend ohne Überlappung, das Verbreitungsgebiet Palfen (wohl romanisch tradiertes Vorrömisches) an, in nahezu derselben Bedeutung und Breite (‚Felsformation, -wand‘, vielleicht auch ‚Höhle‘); nördlich – Ober- und Niederösterreich – steht Parz für ‚Steinhügel‘.

## Aussehen

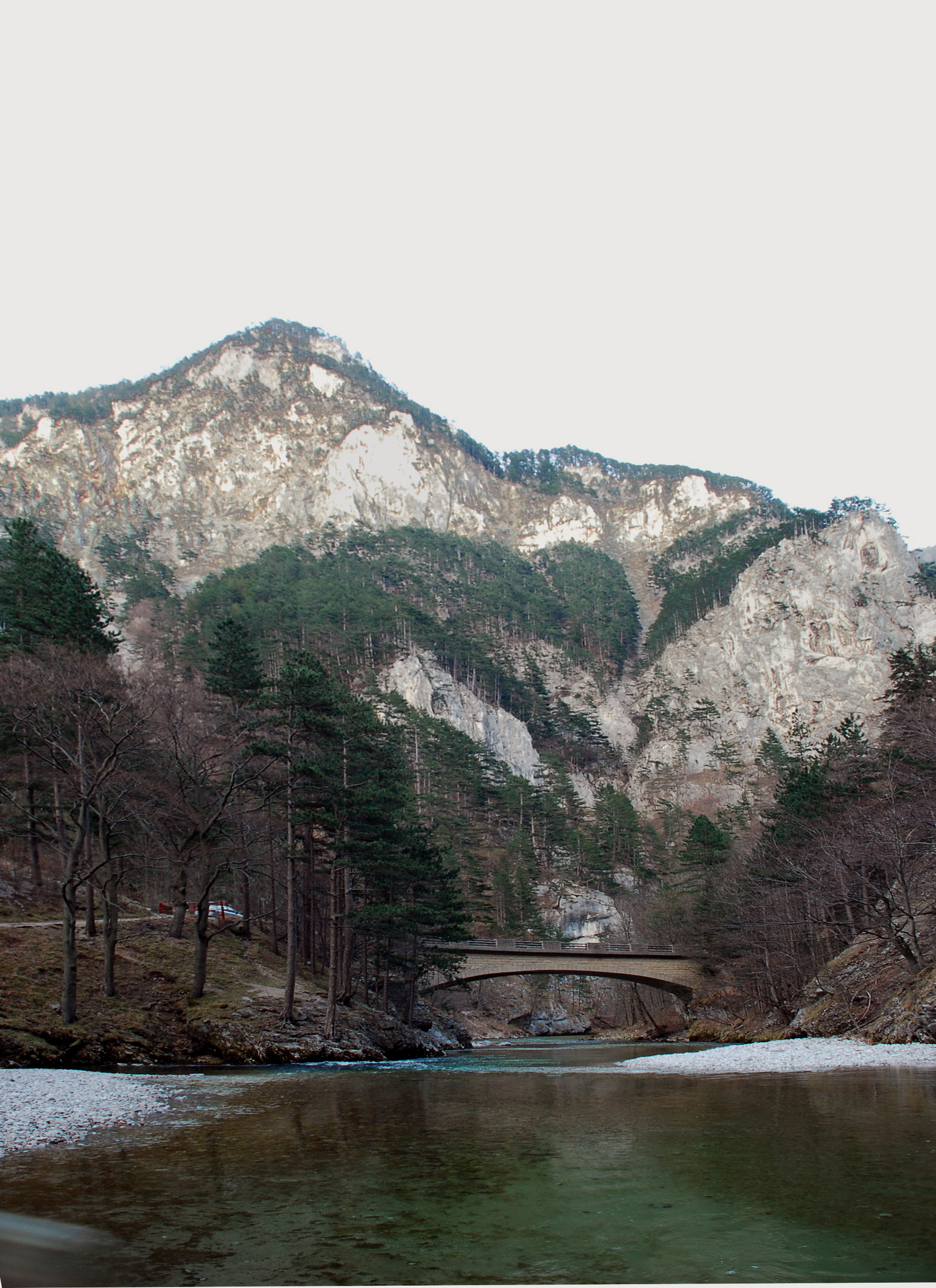
Der Großofen am Höllental

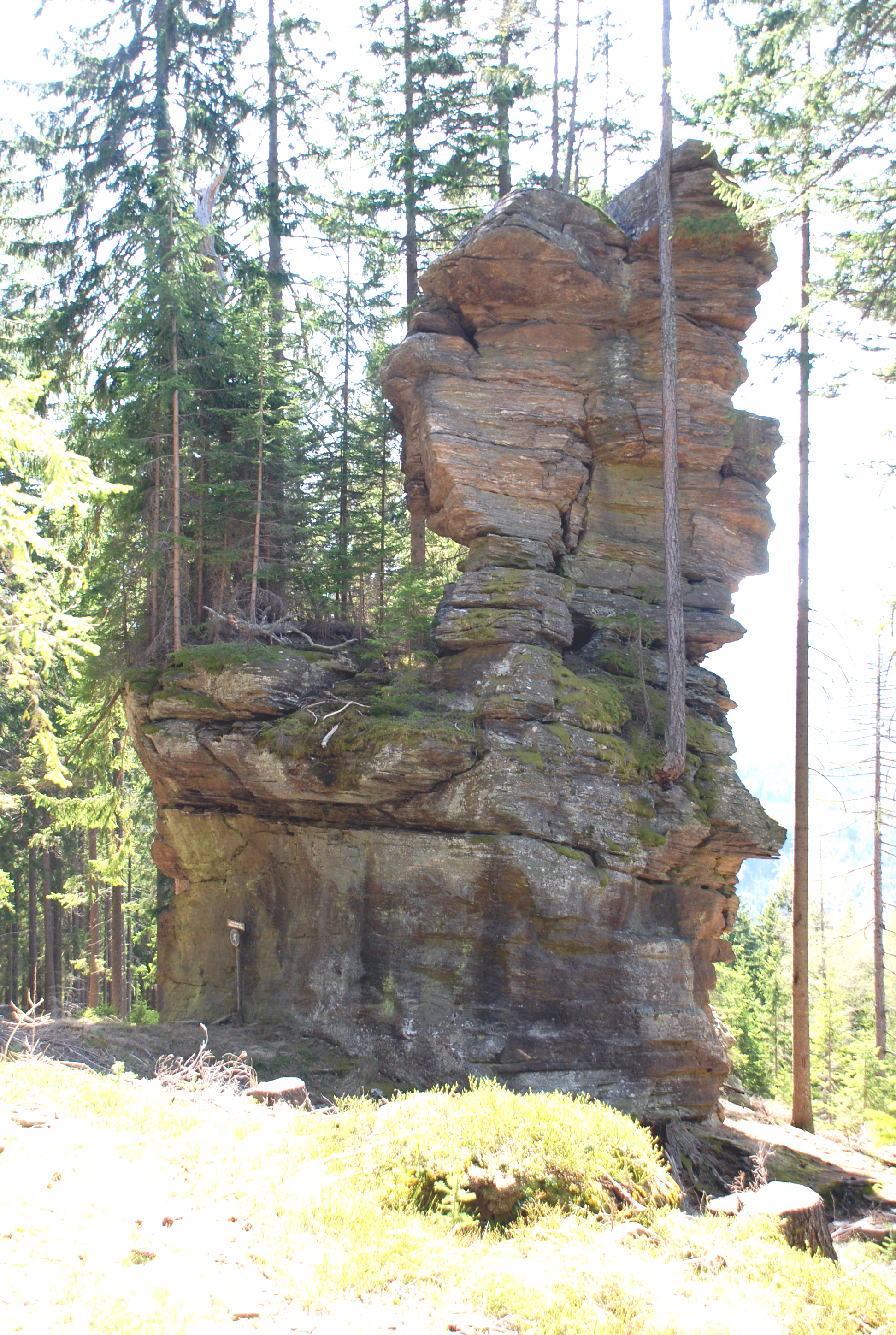
Schrattelofen in der Weststeiermark

Die Verwendung des Wortes ist nicht an ein bestimmtes Aussehen oder ein bestimmtes Gestein gebunden.
Es kann sich bei einem Ofen (oder bei Öfen) um einen Einschnitt, eine Klamm handeln, wie beispielsweise bei den Lammeröfen (2.1.1) oder den Salzachöfen. (1.1.1)
Als Ofen wird weiters Gestein bezeichnet, das als Felsnadel aus der Umgebung herausragt, wie der Mannagetta-Ofen. (2.2.1)
Auch ein Talschluss (Kar) mit Felswänden kann Ofen benannt sein, wie der Wasserofen (2.3.1) am Südhang des Schneeberges.
Als Ofen ist auch der Spitzelofen (2.3.2) bezeichnet, der ein historischer Steinbruch aus römischer Zeit ist, desgleichen die Ofenau (2.3.3) am Hagengebirge (Flurname mit -au).
Für einen allein stehenden Hügel bei Oberwölz in der Obersteiermark ist der Name Ofen (2.4.1) ebenso belegt wie für Berggipfel, beispielsweise die Berge Ofen (2.4.2) in der Schweiz und (heute Dreiländereck genannt) (2.4.3) in den Karawanken.
Die Öfen auf der Koralpe (Schrattelofen, (2.5.1) Öfen auf der Handalm (2.5.2) usw.) erwecken den Eindruck von Stapeln aus mehr oder weniger dicken Felsplatten. Eine Gemeinsamkeit der Öfen dieses Gebietes liegt darin, dass sie häufig bergeinwärts einfallen (entgegen der Neigung eines Hanges aus diesem herausstehen). Der Unterschied zu Felskanzeln (Vorsprüngen, die aus einem größeren Gesteinsblock herausragen) wird darin gesehen, dass diese Öfen eigenständige frei stehende Felsbildungen sind.
Ähnliche Formen wie die Koralpenöfen sind für Sandsteine in Nordböhmen („schlesisch-böhmische Kreideablagerungen“) und die Gegend von Jekaterinburg publiziert. Solche Felsbildungen befinden sich auch an anderen Stellen, wie im Elbsandsteingebirge (beispielsweise die Herkulessäulen im Bielatal oder die Barbarine in der sächsischen Schweiz und Felsbildungen der Böhmischen Schweiz). Weitere Felsbildungen gleicher Art im Gouvernement Perm wurden als Felszelte dokumentiert.

## Entstehung

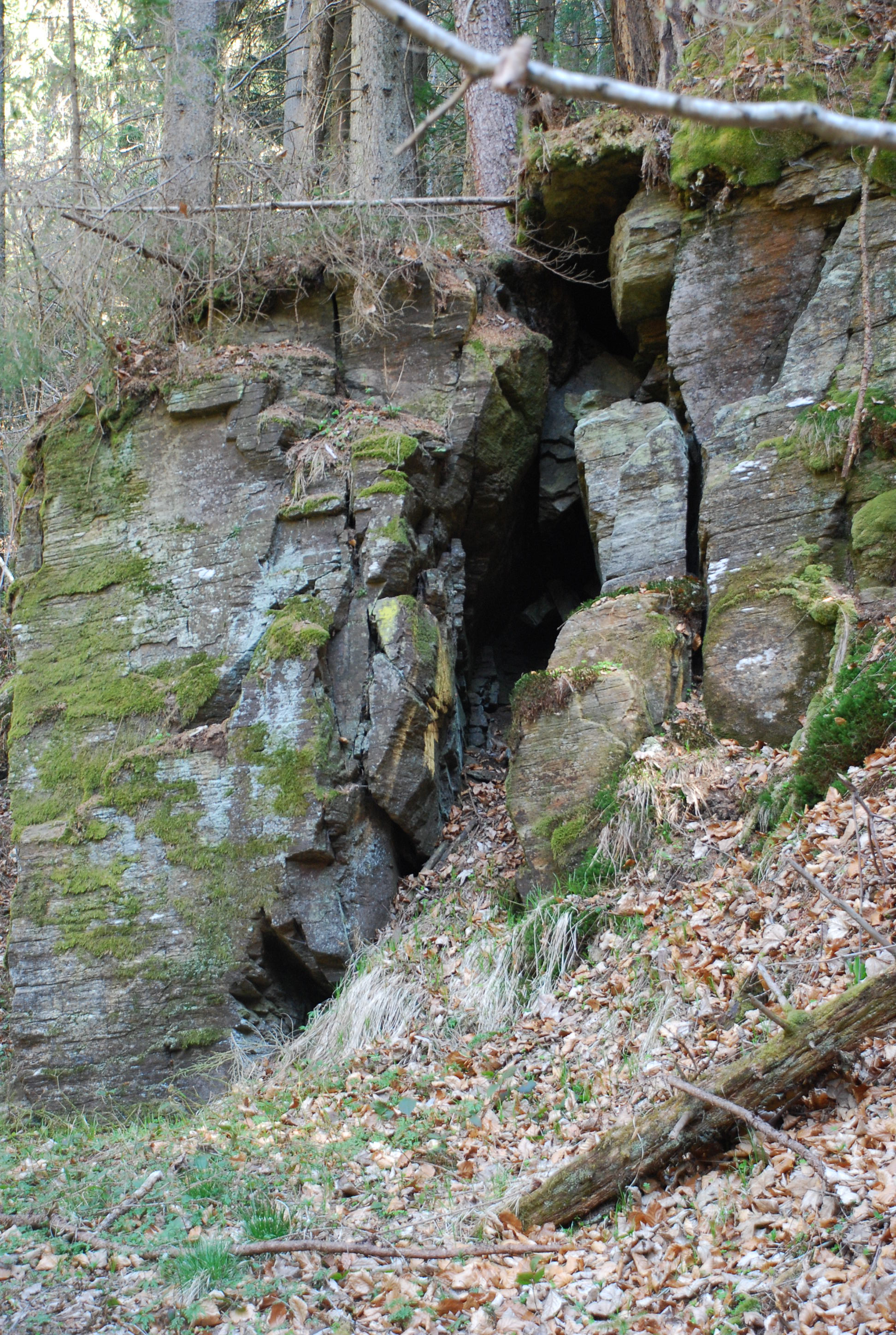
Durch Verwitterung unterhalb des Bewuchses können Formen entstehen, die dann, wenn der Bewuchs abgetragen ist, als Felssäulen oder Öfen bezeichnet werden.

Öfen sind durch Verwitterung und Abtragung von Gestein entstanden. Öfen, die durch Felswände gebildet werden, wie beispielsweise die Lammeröfen (2.1.1) oder der Wasserofen, (2.3.1) sind durch Flüsse entstanden, die ihre Täler in das umliegende Gestein einschnitten, Felswände im Hochgebirge können auch durch Gletscher entstanden sein, die Kare und Trogtäler formten.
Über die Entstehung der Öfen in den Lavanttaler Alpen (3.1) gibt es unterschiedliche Auffassungen: Ob diese Felsen ihr Aussehen (erst) an der Erdoberfläche durch Witterungseinflüsse erhielten, ist offen. Diese Einflüsse hätten hauptsächlich durch Wind und Wasser gewirkt, wie dies von Alois Kieslinger vertreten wird. Dieser Autor bringt das Entstehen dieser Öfen mit Verwitterungsbedingungen in Verbindung, wie sie in vergangenen geologischen Zeiträumen in Wüsten oder gletschernahen Bereichen herrschten.
Hans Peter Cornelius stellt zur Diskussion, die Entstehung der Öfen (bereits) unterhalb der Erdoberfläche mit ungleichmäßig tief wirkender Verwitterung von Gesteinsschichten (Bänken) zu erklären, welche bereits das noch anstehende Gestein angriff. Damit wären die Öfen als Reste noch nicht verwitterter Gesteine schon vor der Abtragung darüberliegender Schichten gebildet gewesen. Sie wären später, nach Abtragung dieser Schichten, als „nachträglich freigelegte Unebenheiten“ sichtbar an die Oberfläche getreten. Dass die kristallinen Gesteine in den Lavanttaler Alpen viele Meter tief verwittern können, ist auch von Kieslinger dokumentiert. Diese für Gneise/Granite typische Wollsackverwitterung lockert das Gestein auf, lässt Gesteinsquader entstehen und kann bewirken, dass große Blockmassen in Bewegung geraten und (auf Steilhängen, in Steinbrüchen) auch abstürzen.
Cornelius meint, dass das Entstehen mancher in verschiedenen anderen Gebieten vorhandenen markanten „Teufelssteine“ ebenfalls so erklärt werden kann und dass diese Entstehung auch für das Entstehen der Inselberge in tropischen Landschaften im Auge behalten werden sollte. Peter Beck-Mannagetta betrachtete die Öfen als „Zeugenberge“.
Der Spitzelofen (2.3.2)  war zu römischer Zeit ein Steinbruch, sein Aussehen ist auf menschliches Einwirken zurückzuführen. Dass er vorher bereits aufgrund seines ursprünglichen Aussehens (als Ausbiss einer Marmor-Lagerstätte) als „Ofen“ bezeichnet wurde, ist nicht dokumentiert. Deutschsprachige Bevölkerung kam erst um das 8. Jahrhundert nach Christus mit der bairischen Kolonisation in sein Gebiet, das vorher slawisch sprechende Bewohner hatte, die ihrerseits erst um das 6. Jahrhundert dort einwanderten. Ob diese Bevölkerung für markante Felsformen ein ähnliches Wort (wie das auf germanische Herkunft zurückgeführte „Ofen“) verwendete, ist nicht belegt. Vor der slawischen Besiedlung gehörte das Gebiet zum keltischen Siedlungsgebiet (bis ins erste Jahrhundert zum selbständigen Noricum, danach zur gleichnamigen römischen Provinz). Die Überlegung, dass ein keltischer Ausdruck vorliegt, ist publiziert.

## Gesteine

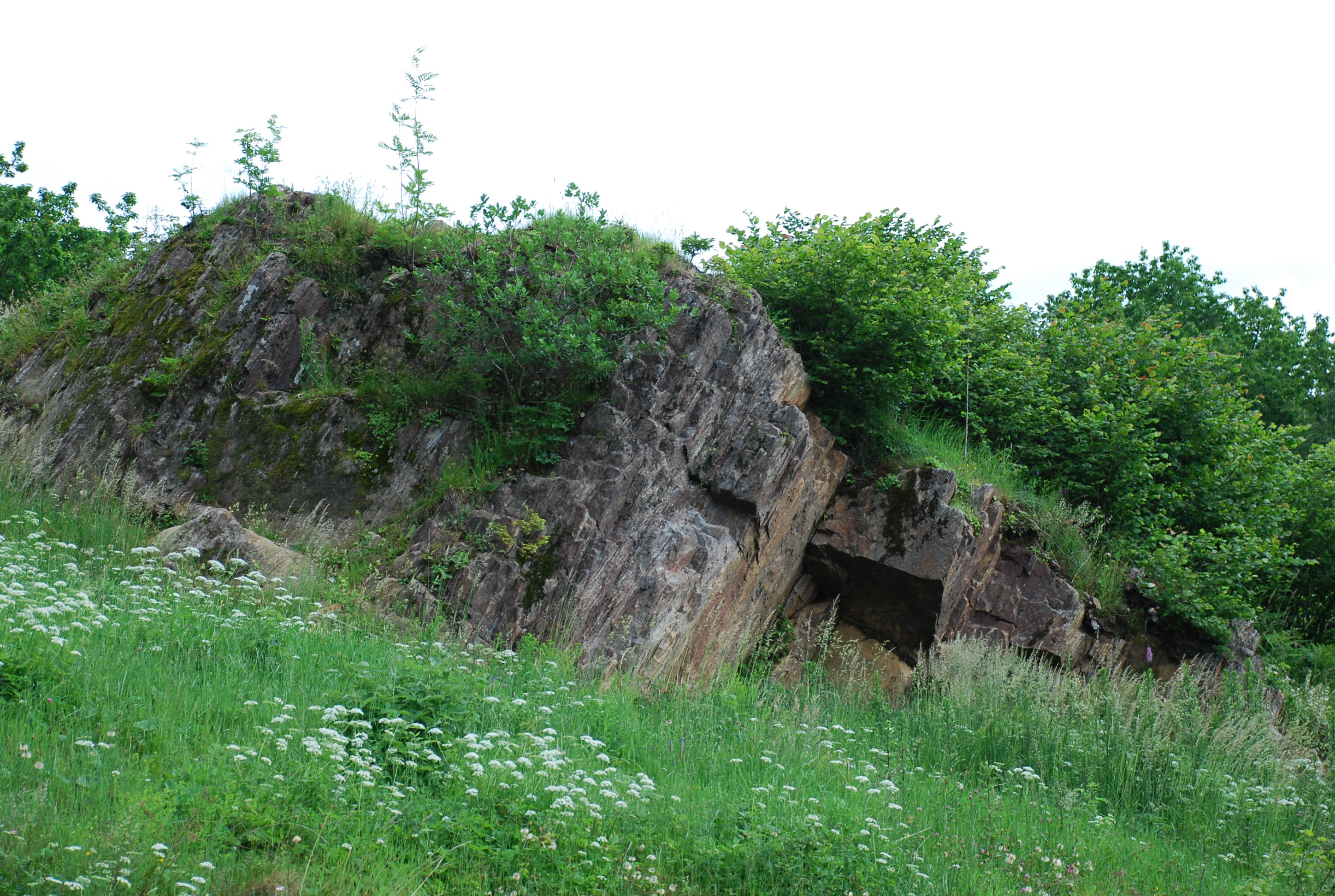
Plattengneis-Formation (St. Oswald in Freiland im Koralpengebiet)

Entsprechend ihrer Lage bestehen Öfen aus verschiedenen Gesteinen der Alpen: in den (nördlichen und südlichen) Kalkalpen meist aus Kalksteinen oder Dolomiten, in den österreichischen Zentralalpen aus Kristallin wie Gneisen und Schiefern und anderen Gesteinen je nach geologischer Einheit, in den Westalpen aus den Gesteinen des Penninikums. Josef Hasitschka verweist 2010 darauf, dass der Name Ofen und seine Zusammensetzungen nicht nur häufig im Kristallin der Sau- und Koralpe, sondern auch (125 mal) in den Kalkstöcken der Nordalpen vorkommen.
Die Öfen in den Lavanttaler Alpen (3.1) werden in der Regel aus Kristallin (vielfach in Plattengneis-Komplexen) gebildet, auch Felsen aus Eklogitamphibolit und Pegmatite kommen vor. Der Bärofen südlich der Hebalm bei Preitenegg in Kärnten enthält ein gemeinsames Vorkommen von Gabbro und Eklogit-Gabbro. Eine Reihe weiterer Öfen dieses Gebietes bestehen aus Injektionsglimmerschiefer, Gößnitzgneis oder Hirschegger Gneis, letzterer zwischen Reinischkogel und Rosenkogel.

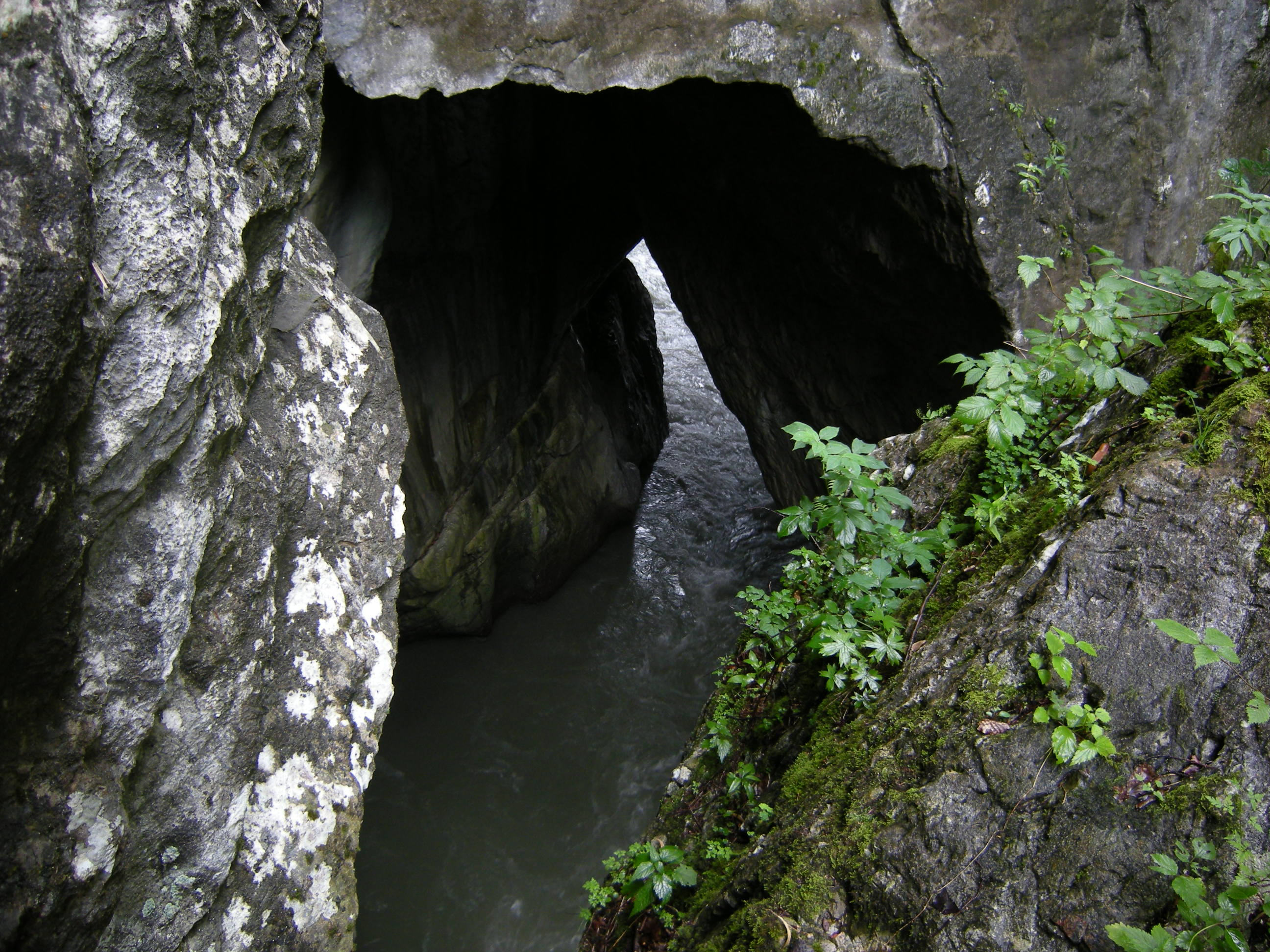
In den Salzachöfen

Der Spitzelofen (2.3.2) besteht aus leicht glimmerhaltigem, weißgrau gebändertem Marmor, er ist Teil eines Marmorvorkommens im Kristallin der Koralpe.
Der Wasserofen (2.3.1) und der Großofen (2.4.4) (der früher ebenfalls Wasserofen bezeichnet war) im Höllental bestehen aus Kalkstein (Wettersteinkalk, bankig bis massig).
Die Lammeröfen (2.1.1) und die Salzachöfen (1.1.1) liegen ebenfalls in Kalkstein (Dachsteinkalk).
Der Berg Ofen (2.4.2) in der Schweiz besteht aus Verrucano auf einer Schicht aus Flysch.

## Liste von Ortsnamen auf Ofen
Sortierung in orographische Gruppen grob Ost nach West, Nord nach Süd (Koordinaten nicht für abgeleitete Namen; 
):
- Wasserofen, Kartal im Höllental am Schneeberg (Niederösterreich, ⊙)(2.3.1)
- Großofen, Felsgipfel  im Höllental am Schneeberg (Niederösterreich, ⊙)(2.4.4)
- Ofenloch, Höhle am Dürrenstein (Göstlinger Alpen, ⊙)
- Ofenau, Ortslage und Hochtal bei Göstling an der Ybbs (Göstlinger Alpen, ⊙), mit Wand am Ofenauer Fürhaupt (Vorgipfel des Hocheck)

- Ofnerkogel, Berg im Jassnitztal (Fischbacher Alpen, ⊙)
- Donnerofen, Kar am Geierhaupt (Seckauer Tauern, ⊙)
- Karöfen, Kar am Almspitz (Rottenmanner Tauern, ⊙)
- Sandriedleröfen, Felsabbrüche am Wirtspitz bei Rottenmann (Rottenmanner Tauern, ⊙)
- Schaföfen, Felsgrat der Schafzähne bei Rottenmann (Rottenmanner Tauern, ⊙)
- Lachtalöfen, Kar am Hohen Zinken im Lachtal (Wölzer Tauern, ⊙)
- Maißöfen, Felsgrat im Schöttlbachtal bei Oberwölz (Wölzer Tauern, ⊙)
- Gastrumerofen, Berg bei Oberwölz (Wölzer Tauern, ⊙)
- Ofen, Hügel nahe Oberwölz (Wölzer Tauern, ⊙)(2.4.1) , Gehöft  Tretter am Ofen
- Müllneröfen, Felshang im Eselsbergtal bei Oberwölz (Wölzer Tauern, ⊙)

- Ofnerkogel, Berg der Stubalpe am Gaberl (Lavanttaler Alpen, (3.1)  ⊙)
- Lahnofen, Felsen auf der Packalpe (Lavanttaler Alpen, ⊙)
- Mannagetta-Ofen, Felsen auf der Koralpe(1.3)  (Lavanttaler Alpen, ⊙)(2.2.1)
- Schrattelofen, Felsen auf der Koralpe (Lavanttaler Alpen, ⊙)(2.5.1)
- Großofen, Felsen bei Modriach (Hebalm), auf der Koralpe (Lavanttaler Alpen, ⊙)(1.2.1)
- Bärofen, Felsen auf der Koralpe (Lavanttaler Alpen, ⊙)(1.2.2)
- Handalmöfen, zahlreiche Felsen auf der Koralpe (Lavanttaler Alpen, ⊙)(2.5.2)
- Weinofen, Gipfel der Weinebene auf der Koralpe (Lavanttaler Alpen, ⊙)
- Burgstallofen, Felsen auf der Koralpe (Lavanttaler Alpen, ⊙)
- Spitzelofen, Steinbruch auf der Koralpe (Lavanttaler Alpen, ⊙)(2.3.2)
- Berensteinerofen, Felsen auf der Koralpe (Lavanttaler Alpen, ⊙)
- Geißofen, Felsen auf der Koralpe (Lavanttaler Alpen, ⊙)

- Osterwitzofen, Felsen in den Seetaler Alpen (Lavanttaler Alpen, ⊙)
- Drei Öfen, Felsen auf der Saualpe (Lavanttaler Alpen, ⊙)
- Kaiserofen, Felsen auf der Saualpe (⊙)
- Wirtsofen, Felsen auf der Saualpe (⊙)
- Großen Sauofen, Felsen auf der Saualpe (⊙)
- Luritzofen, Felsen auf der Saualpe (⊙)
- Kleiner Sauofen, Felsen auf der Saualpe (⊙)
- Hochöfen, Felsen auf der Saualpe (⊙)
- Sapotnigofen, Felsen auf der Saualpe (⊙: slowen. Zapotnikova peč zu Pötsche)
- Fuchsofen, Felsen auf der Saualpe (⊙)
- Wasserofen, Gipfel der Packalpe (Lavanttaler Alpen,  ⊙)

- Weißofen, felsiger Nebengipfel des Mittagskogels im Norden des Gurktales (Gurktaler Alpen, ⊙)
- Urletzeröfen, Felswände des Urlitzerkopfs an selbem Mittagskogel (Gurktaler Alpen, ⊙)
- Ofen, Flur bei Laßnitz bei Murau (Gurktaler Alpen), dort Ortslage Bauer im Ofen (⊙), Ofnerkogel, tal-gegenüber Gehöft Rotofner

- Aiblofen (⊙), Bärofen (⊙), Gamsofen (⊙), Felswände am Grimmingbach in der Tauplitz (Totes Gebirge)
- Ofen, Hochtal im Toten Gebirge (⊙) dort auch Vorderer und Hinterer Ofenkogel (Ofnerkogel) und die Höhle Ofenloch (⊙)
- Salzofenhöhle bei Grundlsee (Totes Gebirge, ⊙)
- Gamsofen, Höhle bei Bad Ischl (Totes Gebirge, ⊙)
- Greißleröfen, Felswand am Grimming im Ennstal (⊙)
- Öfen, Klamm am Dachstein im Ennstal (⊙)

- Kochofen, Gipfel am Ennstal (Schladminger Tauern, ⊙)
- Sauofen, Gipfel der Schladminger Tauern (⊙)
- Tanzöfen, Kargebiet am Arnlug (Schladminger Tauern, ⊙)
- Wolfsöfen, Felsgrat zwischen Sauerfeld und Murtal (Murberge, ⊙)
- Hochöfen, Felsgrat im Göriachtal (Lungau, Schladminger Tauern, ⊙)

- Lammeröfen, Klamm der Lammer (Land Salzburg, ⊙)(1.1.1)
- Sulzenofen, Höhle bei Werfen (Tennengebirge, ⊙)
- Frauenofen, Höhle bei den Salzachöfen (Tennengebirge, ⊙)
- Ofenrinne, Steilkar bei den Salzachöfen (Tennengebirge, ⊙)
- Salzachöfen (Pass Lueg), Klamm der Salzach (Land Salzburg, ⊙)(2.1.1)
- Ofenau, Ortslage und Kalksteinbruch bei Golling am Hagengebirge (Berchtesgadener Alpen, ⊙),(2.3.3)  mit darüberstehendem Ofenauer Berg
- Ofenlochbach, auch Modermühlbach, bei Kuchl vom Langenberg (Osterhorngruppe, ⊙)
- Ofental  am Hochkalter (Berchtesgadener Alpen, ⊙) mit Ofentalscharte und  Ofentalhörnl
- Rotofen (Vorderer, Mittlerer, Hinterer), Berg im Lattengebirge (Berchtesgadener Alpen, ⊙)

- Birkofen, Kar im hinteren Gössbachtal (Maltatal),  beim Gösskarspeicher; Ankogelgruppe der Hohen Tauern, (⊙)

- Weißofen, Gipfel bei Bad Bleiberg (Gailtaler Alpen, ⊙)
- Ofen (Dreiländereck), Berg in den Karawanken (⊙; slow. Peč zu Pötsche), ital. übertragen Monte Forno(2.4.1)

- Egglofen, Alm im Zillergrund (Zillertal, Ötztaler Alpen, ⊙)

- Ofenberg, Inselberg bei Griesen westlich von Garmisch (Ammergebirge, ⊙)
- Ofenloch, Kar an der Praxmarerspitze im Samertal nördlich Innsbruck (Karwendel,  ⊙)

- Öfnerspitze, Berg zwischen Oberstdorf und Arlberg (Allgäuer Alpen, ⊙)

- Ofen, Berg zwischen Elm und Flims (Glarner/Bündner Alpen, ⊙)(2.4.2)

- Ofental in hinteren Saastal (Walliser Alpen, ⊙) mit Ofentalbach, Ofentalgletscher, Ofentalhorn und Ofentalpass (letztere schweizerisch-italienische Grenze)

Fragliche Etymologie:(1.4.1) 
- Ofen, ungar. Buda, Ort an der Donau (Ungarn, ⊙); Stadtteil von Budapest (gegenüber Pest vielleicht zu peč)(1.4.2)
- Ofenloch, Graben bei Brunn an der Wild (Waldviertel, ⊙)
- Ofen, Ortslage bei Braunau (Innviertel, ⊙)
- Ofensberg, Gehöft in Iglsbach im Fritztal (Land Salzburg, ⊙)[41]
- Ponöfen, Talschulter und Ortslage bei Ehrwald (Wettersteingebirge, ⊙)[42]
- Öfen, Maisäss in der Rappenlochschlucht bei Dornbirn (Vorarlberger Rheintal, ⊙)[43]
- Ofen, Ortslage bei Gaißau am Alten Rhein (Vorarlberger Rheintal, ⊙)
- Ofental bei Annweiler am Trifels (Rheinland-Pfalz)
- Krufter Ofen, Berg bei Kruft in der Eifel (⊙)

Nachweislich auf technische Öfen bezogen:
Kalköfen, Ort bei Eferding (Hausruckviertel);
Danöfen, Ortslage im Klostertal (Vorarlberg);(1.5.2) 
Ofenpass (Graubünden);(1.5.1) 